# Дело Евсюкова
Дело Евсюко́ва — уголовное дело в России по обвинению майора милиции Дениса Евсюкова в 2 убийствах и 22 покушениях на убийство (в том числе покушениях на сотрудников милиции) в ночь на 27 апреля 2009 года, а также в незаконном владении оружием и боеприпасами. 
Основная часть событий происходила в московском супермаркете «Остров» на Шипиловской улице и около него. В результате стрельбы один человек (водитель Сергей Евтеев) был убит и семеро ранено. Одна из раненых ― кассир Эльмира Турдуева ― скончалась на месте. Ещё шестерых Евсюков удерживал в качестве заложников. 19 февраля 2010 года Евсюков был признан виновным и приговорён к пожизненному лишению свободы.

## Хронология событий
В ночь с 26 на 27 апреля, около 00:30, находящийся в состоянии алкогольного и наркотического опьянения начальник районного ОВД «Царицыно» майор милиции Денис Евсюков, приехав на машине к дому № 38 по Борисовскому проезду (территория другого района — Орехово-Борисово Северное), смертельно ранил выстрелами из пистолета Макарова подвозившего его водителя Daewoo Lanos Сергея Юрьевича Евтеева. Евсюков выпустил в Евтеева не менее четырёх пуль; раненый водитель выскочил из машины, перебежал проезжую часть и упал.
Застрелив Евтеева, Евсюков вышел из его машины с пистолетом, оставив на заднем сиденье привезённую с собой милицейскую форму — плащ с погонами, форменную рубашку и галстук. Евсюков был одет в форменную куртку сотрудника милиции вместе с гражданской одеждой (брюки чёрного цвета, рубашка белого цвета с длинными рукавами и туфли чёрного цвета, а также золотистый галстук), в которой ранее в тот день, по показаниям его жены Каринэ, был на вечеринке в честь своего дня рождения, и имел при себе милицейское удостоверение.
Пройдя через яблоневый сад и дворы к Шипиловской улице, около дома 46 майор выстрелил в пару молодых людей — А. Кондакова и Е. Самородову, нанеся им множественные тяжёлые ранения. Затем, между 00:40 и 01:00, около гаражного кооператива «Зябликово» (дом 39 по той же улице) Евсюков напал на прохожего С. Лавриненко, однако промахнулся, стреляя в него (пуля застряла в ботинке), и тот убежал.
Затем майор Евсюков подошёл к супермаркету «Остров» (дом 50, корпус 1), где вновь открыл прицельный огонь по людям, стоящим у входа, из которых ранил, в том числе тяжело, четырёх человек: Герасименко, Дудаль, Мухитдинову (она же Салихова) и Беднову. Среди людей, стоявших у магазина и общавшихся с пострадавшей Салиховой, были сотрудники милиции Козленко и Пшеничников, которые в 01:06 вызвали коллег, находившихся на дежурстве.
После этого действия Евсюкова фиксируются видеокамерами магазина. Войдя (01:06:29) в магазин и увидев стоявших у аптечного киоска 27-летнего Сергея Тюхтия и его девушку Надежду Полбину, Евсюков выстрелил Тюхтию в голову, нанеся ему сквозное ранение челюсти (01:06:52), а Полбину, прикрываясь ею как заложницей, затащил в продуктовый отдел (01:07:17).
Проходя с ней мимо кассы, где сидела на ночном дежурстве кассир Эльмира Турдуева из Киргизии, выстрелил из пистолета Турдуевой в шею (01:08:22). Женщина упала под кассу и скончалась на месте до прибытия «скорой помощи». Убив Турдуеву, Евсюков продолжал тащить по магазину Полбину и угрожать ей, но той удалось вырваться и убежать, когда майор отвлекся, чтобы перезарядить пистолет (01:08:42).
Майор продолжал ходить по магазину, перезаряжая пистолет и стреляя в разных направлениях, в том числе в сотрудников магазина у подсобного помещения (01:09:55).
В 01:11:02 Евсюков захватил на подсобном дворе в заложники пытавшихся скрыться от него сотрудников магазина и покупателей и намеревался их расстрелять, крича «Самая красивая, выходи» и «Мне не нужны деньги, мне нужны ваши мозги». В это время прибыл наряд милиции, который обезвредил Евсюкова и доставил его в отдел внутренних дел «Зябликово». Рапорт об аресте был составлен в 02:20. Евсюкова обезоружил командир роты патрульно-постовой службы милиции А. Ф. Бородич. При задержании Евсюков оказывал сопротивление и стрелял в сторону милиционеров, но не попал.

## Личность Евсюкова
После ареста Евсюков, согласно показаниям милиционеров Яшкина и Фомина, «пояснил, что понимает, что совершил убийства, а на вопрос, откуда у него не табельный пистолет, он ответил, что „для опера достать ствол не проблема“. Когда же Евсюкова спросили о том, что было бы, если бы у того был автомат, Евсюков ответил, что было бы веселей. В ходе беседы Евсюков сказал ему (Яшкину): „Жизнь надо прожить так, чтобы второй раз жить не захотелось“». Милиционеру Контиеву на вопрос, почему он сам не застрелился, Евсюков ответил: «Что я, дурак, что ли, стреляться?».
По утверждению «Новой газеты» от 29 апреля 2009 года, Евсюков происходит из милицейской семьи и является выдвиженцем главы ГУВД Москвы Владимира Васильевича Пронина, входил в так называемый «курский клан».
По словам управляющей магазина, ранее Евсюков неоднократно грабил «Остров», угрожая сотрудникам и забирая товары.

## Оружие
Пистолет Макарова калибра 9 мм, из которого стрелял Евсюков, по данным следствия, находился с 2000 года в розыске на территории Российской Федерации как похищенный из помещения для хранения вооружения Северо-Кавказского УВДТ Ростовской области. Рамка со стволом и спусковой скобой изготовлены на Ижевском механическом заводе в 1968 году. Спусковая тяга с рычагом взвода, курок и предохранитель принадлежали ранее другим пистолетам. Замена деталей, а также уничтожение маркировочных обозначений на затворе и корпусе магазина могли быть произведены в ходе ремонта оружия в кустарных условиях. К нему имелись боеприпасы — не менее 33 патронов, по показаниям, данным Евсюковым после ареста, — три коробки.

## Жертвы преступления
Убиты:
- Эльмира Турдуева (30 лет);
- Сергей Евтеев (35 лет).

Ранены:
- Ольга Беднова (18 лет);
- Антон Кондаков;
- Сергей Тюхтий (27 лет);
- Елена (Алёна) Дудаль;
- Луиза Мухитдинова (19 лет);
- Илья Герасименко (18 лет);
- Евгения Самородова (23 года).

## Мнения
Причины преступления остаются неясными: утверждалось, что милиционер мог быть пьян (согласно данным освидетельствования после ареста, он находился в средней степени алкогольного опьянения; эту версию поддержала прокуратура и суд, указавший это в приговоре) или находился в состоянии аффекта (это было исключено официальной психиатрической экспертизой). По другим версиям, Евсюков был трезв и отдавал отчёт своим действиям, в частности, на этом настаивали свидетели и потерпевшие в суде. По версии тогдашнего начальника ГУВД Москвы генерал-полковника Владимира Пронина (отстранен от занимаемой должности на основании указа президента — по собственному желанию), «причиной произошедшего стало психическое расстройство, связанное с неурядицами в личной жизни». Пронин, посетивший Евсюкова наутро после ареста, дал показания по его делу как свидетель, где указал, в частности: «На вопросы о произошедшем убийстве нескольких человек Евсюков Д. В. заплакал и стал рассказывать о сложной личной жизни и о проблемах во взаимоотношениях с женой и тестем, а на вопрос, почему он не покончил жизнь самоубийством, Евсюков Д. В. ответил: „Пусть меня судит суд, мне дадут лет 25“».
По информации газеты «Известия», причиной инцидента стала ссора милиционера с женой Каринэ Тонаканян (Каринэ Карапетовна Евсюкова) — фотомоделью и участницей проекта «Стрелки». По показаниям Каринэ, ранее 26 апреля с утра муж был в мрачном настроении, а потом был очень недоволен тем, что она опоздала на празднование его дня рождения в тот же день вечером в кафе. Затем около 23 часов Денис повёл себя странно, надел милицейскую куртку, сказал, что нужно идти на работу, и ушёл; жена сообщила об этом его родителям, и в дальнейшем как она, так и родители несколько раз звонили Евсюкову на мобильный телефон (что подтверждается расшифровкой звонков), но он не рассказал ничего вразумительного. Это происходило незадолго до убийства Евтеева и после него (0:23—0:31).
Некоторые коллеги Евсюкова утверждали в начале мая 2009 года, что версия ссоры с женой сомнительна, указывая, что Евсюков слишком рассудительный человек, чтобы сорваться из-за семейных неурядиц.
По результатам экспертизы, в крови Евсюкова был обнаружен психотропный препарат фенибут (в прессе неправильно называемый фенибутиратом).
30 августа 2009 года в интервью телепрограмме «Вести» телеканала «Россия» министр внутренних дел Рашид Нургалиев заявил:

Та история, которая произошла с Евсюковым, — она имеет и историческую справку. Это как раз 90-е годы, это как раз, откровенно говоря, уход и отток наиболее качественного ядра профессионалов. Это ускоренные так называемые курсы подготовки… Что мы ещё увидели? У нас очень много было сотрудников, которые, откровенно говоря, приходили без медицинского освидетельствования, и мы видели, что очень много людей у нас по тем стандартам здоровья не подходили и не проходят. А когда мы стали изучать, что же эти люди закончили, которые приходят к нам, мы увидели, что очень много фальшивых дипломов.

## Следствие и суд
5 октября 2009 года Главное следственное управление СКП РФ официально объявило о завершении следствия по делу Евсюкова. Ему предъявлены обвинения по нескольким статьям Уголовного кодекса РФ:
- Убийство двух и более лиц из хулиганских побуждений (п. «а», п. «и» ч. 2 ст. 105 УК РФ)
- Посягательство на жизнь сотрудника правоохранительного органа (ст. 317 УК РФ)
- Покушение на убийство двух и более лиц из хулиганских побуждений (ч. 3 ст. 30 УК РФ, п. «а», п. «и» ч. 2 ст. 105 УК РФ)
- Незаконное приобретение, хранение, ношение огнестрельного оружия и боеприпасов (ч. 1 ст. 222 УК РФ)

12 октября 2009 года аналитик Межрегиональной Ассоциации правозащитных организаций «Агора» адвокат Ирина Хрунова, ознакомившаяся с протоколом допроса главы ГУВД Москвы Владимира Пронина в Следственном комитете 2 октября того же года, высказала мнение, что сразу после инцидента Пронин склонял Дениса Евсюкова к самоубийству.
8 декабря 2009 года Генеральная прокуратура РФ утвердила обвинительное заключение по делу Евсюкова, и дело было направлено в Московский городской суд.
22 декабря начался суд над Евсюковым. Судебная экспертиза признала обвиняемого полностью вменяемым. Судебные заседания проходили в закрытом режиме, однако на него аккредитовались свыше 70 представителей российских и зарубежных СМИ. Основное обвинение заключается в том, что он «находясь в состоянии алкогольного опьянения, будучи одетым в милицейскую куртку, из хулиганских побуждений совершил убийство двух лиц, а также покушение на убийство 22 человек, семеро из которых получили огнестрельные ранения различной степени тяжести».
28 декабря на процессе в Московском городском суде Евсюков заявил о частичном признании своей вины, сказав при этом, что изложит свою позицию в ходе судебного следствия.
В ходе процесса Евсюков признал свою вину лишь в той части событий, которая была зафиксирована камерой магазина.
9 февраля 2010 года в ходе судебного процесса свидетель защиты — председатель Общественного движения «За социальную справедливость» Игорь Смыков высказал сенсационное предположение о том, что Евсюков в момент произошедшего мог находиться под воздействием гипноза и психотропных препаратов. Для подтверждения этой версии Смыков предложил суду провести ещё одну экспертизу — назначить Евсюкову сеанс регрессного гипноза, во время которого подсудимый смог бы рассказать, что действительно происходило с ним в тот день. Однако допрошенный на следующем судебном заседании эксперт-психиатр Григоров поставил под сомнение вышеназванное предположение, указав на то, что «Отдельно такой вопрос (о гипнозе) не ставился, но мы исследовали всё и таких данных не выявили».
16 февраля 2010 года в Мосгорсуде прокурор потребовал приговорить экс-майора милиции Дениса Евсюкова к пожизненному лишению свободы.
19 февраля 2010 года Мосгорсуд признал Дениса Евсюкова виновным по всем пунктам обвинения (включая незаконный оборот оружия, но без незаконного приобретения и хранения) и приговорил его к пожизненному лишению свободы. Помимо пожизненного срока за убийство двух человек, суд назначил ему 13, 12 и 3 года лишения свободы за покушение на убийство, посягательство на жизнь сотрудников правоохранительных органов и незаконный оборот оружия соответственно. Суд удовлетворил гражданские иски, взыскав с Евсюкова в общей сложности около 130 тысяч рублей. Суд лишил Евсюкова звания майора милиции и права занимать должности представителя власти в органах внутренних дел. Суд также вынес частное определение по адресу министра внутренних дел Рашида Нургалиева под названием «Об устранении причин и условий, способствовавших совершению преступления». С просьбой о таком определении к суду обращался адвокат потерпевших Игорь Трунов.
27 февраля 2010 года защита Евсюкова обжаловала приговор, в Верховном Суде РФ началось рассмотрение кассационной жалобы. 8 июня 2010 года Верховный Суд оставил её без удовлетворения, а приговор Мосгорсуда — без изменений.
3 июля 2010 года Евсюков был этапирован для отбывания наказания из Бутырского следственного изолятора в колонию для пожизненно осуждённых. 8 июля было официально объявлено, что это колония «Полярная сова», расположенная в посёлке Харп (находится за Полярным кругом) в Ямало-Ненецком автономном округе.

## Решение Европейского суда по правам человека
25 апреля 2017 года Европейский суд по правам человека (ЕСПЧ) принял окончательное решение об ответственности России за причинённый Евсюковым вред, вылившийся в нарушение статьи 2 (право на жизнь) Европейской конвенции, и обязал государство выплатить компенсации общей суммой 38 000 евро трём пострадавшим — подателям жалобы. Несмотря на то, что после этого, в ноябре 2017 года, Тверским районным судом Москвы был отменён отказ от 2011 года по иску одной из пострадавших о компенсации морального вреда к Министерству финансов РФ, оно всё равно отказало в такой выплате в дополнение к назначенной ЕСПЧ компенсации за установленные нарушения прав человека. И в декабре 2017 года вновь Тверским районным судом, а в апреле 2018 года, в апелляции, Московским городским судом этот отказ был закреплён.

## Связь Евсюкова с делом «Евросети»
В июле 2009 года Денис Евсюков и другие сотрудники УВД ЮАО (в том числе бывшие, привлечённые к уголовной ответственности за другие преступления) стали фигурантами дела о похищении экспедитора Андрея Власкина (см. также статью про Евгения Чичваркина), подозревавшегося в краже мобильных телефонов, принадлежащих «Евросети».

## Реакция президента РФ
28 апреля 2009 года Президент России Дмитрий Медведев подписал указ об освобождении от занимаемой должности начальника ГУВД Москвы Владимира Пронина, а также начальника УВД по ЮАО города Москвы генерал-майора Виктора Агеева (представление о снятии Агеева было подано Прониным ещё до инцидента с Евсюковым). Помимо этого, главой МВД Нургалиевым в отставку были отправлены три заместителя начальника УВД по Южному округу: первый заместитель Валерий Барышников, начальник штаба Владимир Смирнов и заместитель по кадрам Евгений Афанасьев.
Вечером того же дня в эфире «ТВ-Центр» мэр Москвы Юрий Лужков, когда ему сообщили о увольнении Пронина, сказал: «Если указ есть на самом деле, я сожалею».

## В массовой культуре
Документальные фильмы
- Документальный фильм «Бойня майора Евсюкова» из цикла «Профессия Репортёр» (2009).
- Документальный фильм «Кровавое воскресенье майора Евсюкова» (2010).
- Документальный фильм «Остров Евсюкова» из цикла «Расследование Эдуарда Петрова» (2016).

В музыке
- О расстреле упоминается в песне «Сохраняй движение» группы «Чёрная экономика».
- События этой ночи упоминаются в песне «A.C.A.B.» группы «Бухенвальд Флава»[39].
- Рэпер FACE посвятил описываемым событиям свою песню «Салам», ставшую впоследствии одной из заглавных песен альбома[40].
- Личность Евсюкова упоминается в песне «Мерседес S666» российского рэпера Noize MC.
- Группа «Anacondaz» в песне «Всем пиз*ец» также отсылает к делу Евсюкова[41].

В кино
- В 2012 году вышла вторая серия российского телесериала «Следственный комитет» под названием «Мишени» (режиссёр Юрий Попович). Прототипом главного героя Ерофеева является Евсюков.
- Образ подполковника Станислава Карпова, начальника ОВД «Пятницкий» в сериале «Глухарь», списан с Евсюкова. В сериале персонаж в пьяном угаре стреляет по сотрудникам ДПС, участникам ДТП и проезжающим автомобилям[42][43].